# Plan de Hidalgo, Papantla
Plan de Hidalgo är en ort i Mexiko.   Den ligger i kommunen Papantla och delstaten Veracruz, i den sydöstra delen av landet, 210 km nordost om huvudstaden Mexico City. Plan de Hidalgo ligger 141 meter över havet och antalet invånare är 995.
Terrängen runt Plan de Hidalgo är platt. Runt Plan de Hidalgo är det ganska tätbefolkat, med 72 invånare per kvadratkilometer. Närmaste större samhälle är Poza Rica de Hidalgo, 14,8 km norr om Plan de Hidalgo. Omgivningarna runt Plan de Hidalgo är en mosaik av jordbruksmark och naturlig växtlighet.